# Landgericht Obernburg
Das Landgericht Obernburg war ein am 1. Oktober 1814 gegründetes, bis 1879 bestehendes bayerisches Landgericht älterer Ordnung mit Sitz in Obernburg am Main im heutigen Landkreis Miltenberg. Die Landgerichte waren im Königreich Bayern Gerichts- und Verwaltungsbehörden, die 1862 in administrativer Hinsicht von den Bezirksämtern und 1879 in juristischer Hinsicht von den Amtsgerichten abgelöst wurden.

## Geschichte
Das Landgericht Obernburg wurde am 1. Oktober 1814 gegründet. Es löste die Districtsmairie Obernburg des Departements Aschaffenburg im Großherzogtum Frankfurt ab, die ihrerseits aus der Stadt- und Amtsvogtei Obernburg und Großostheim des Obererzstiftes des Kurfürstentums Mainz hervorgegangen war. Am 20. Februar 1817 kam das Landgericht Obernburg zu dem an diesem Tag gegründeten Untermainkreis, einem Vorläufer des späteren Regierungsbezirks Unterfranken.